# Na Pakšovce
Na Pakšovce je ulice v Písku na Budějovickém Předměstí. Navazuje na ni ulice Lipová alej. Obytnou čtvrť Na Pakšovce tvoří celkem 95 řadových domků se zahrádkami, oddělených několika úzkými uličkami, které všechny nesou název Na Pakšovce. Na začátku této ulice se Filmová škola Miloslava Ondříčka.

## Historie
Původní vrch Prachárna, pozdější Pakšovka byl pustý. Na jeho vrcholku stál malý domek, obklopený zemitým valem. Do roku 1884 byl využíván jako skladiště střelného prachu pro zdejší posádku. Na plánu v roce 1837 je označen jako Pulverthurm. Obytná čtvrť se začala budovat v roce 1975. Při stavbě domů nalezl archeolog Jiří Fröhlich pozůstatky sídliště z doby laténské, která dokázala existenci lidí před více než dvěma tisíci lety.
V září 1997 byla Na Pakšovce dokončena kanalizace, vodovod, rozvod plynu a byla postavena trafostanice. V roce 1986 dostaly všechny uličky asfaltový povrch. 
Ulice jsou pojmenovány po radním Aloisi Pakšovy.

## Galerie

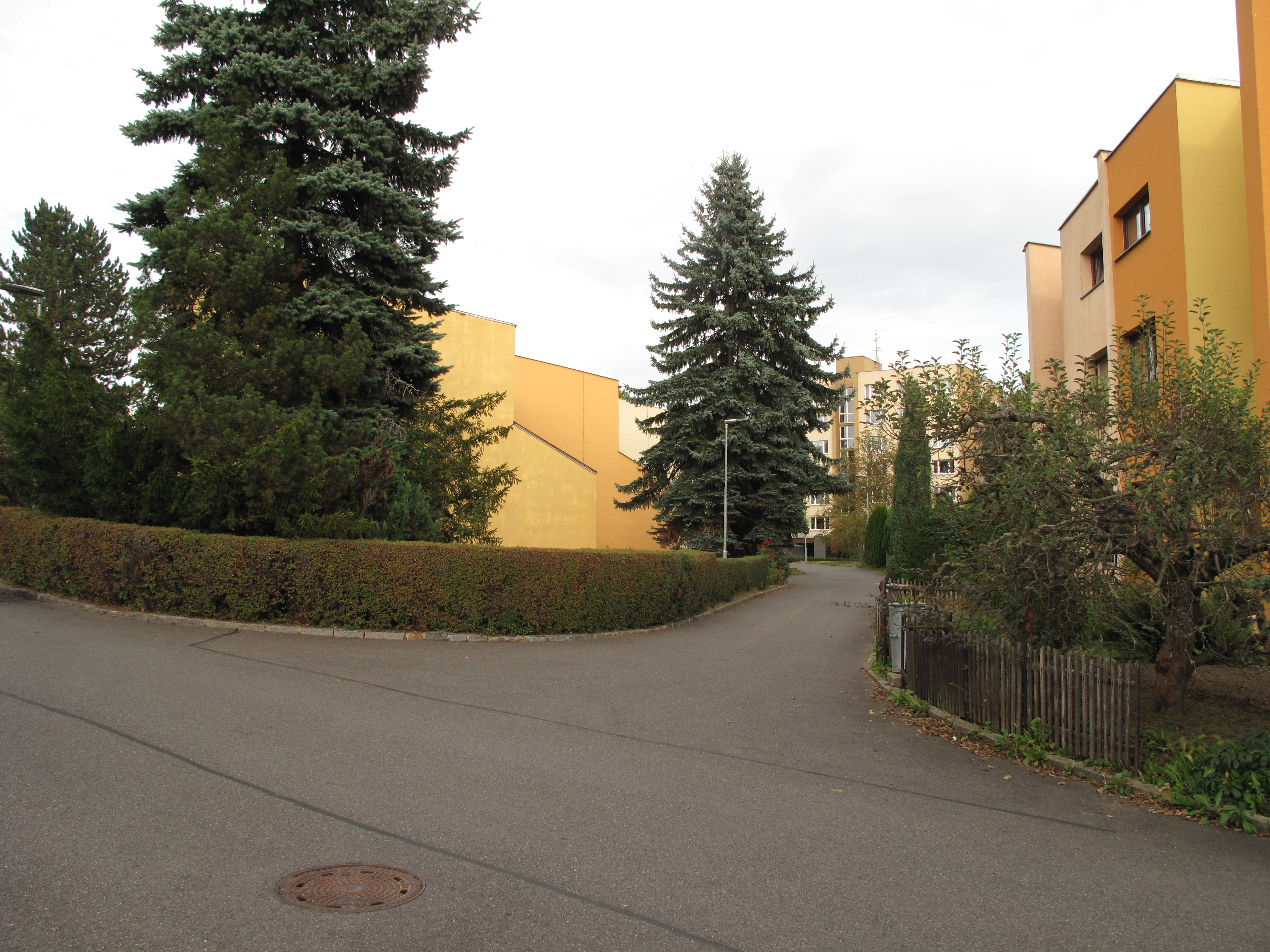
Rozcestí ulic Na Pakšovce
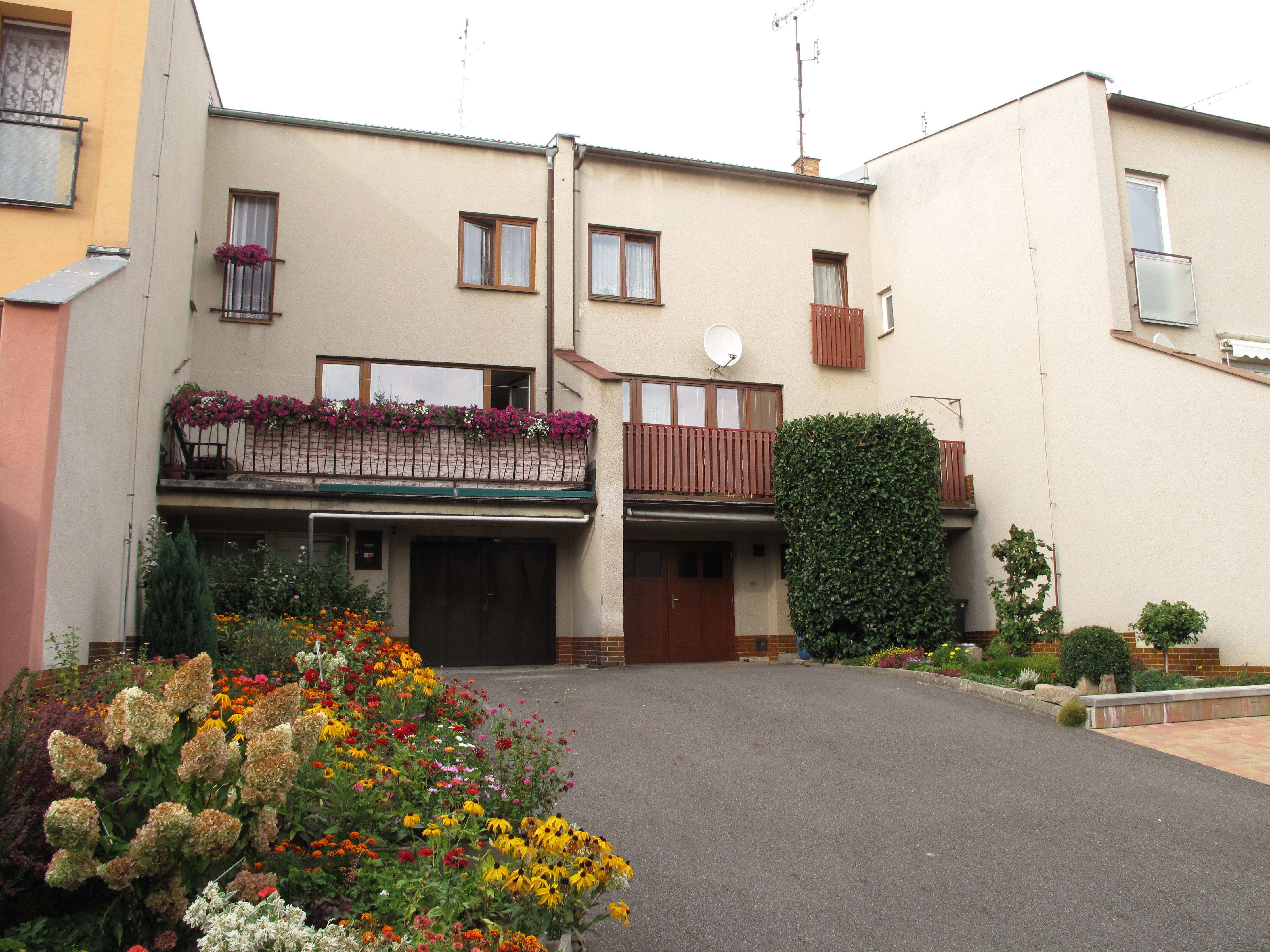
Přední strany domů s balkonem a garáží
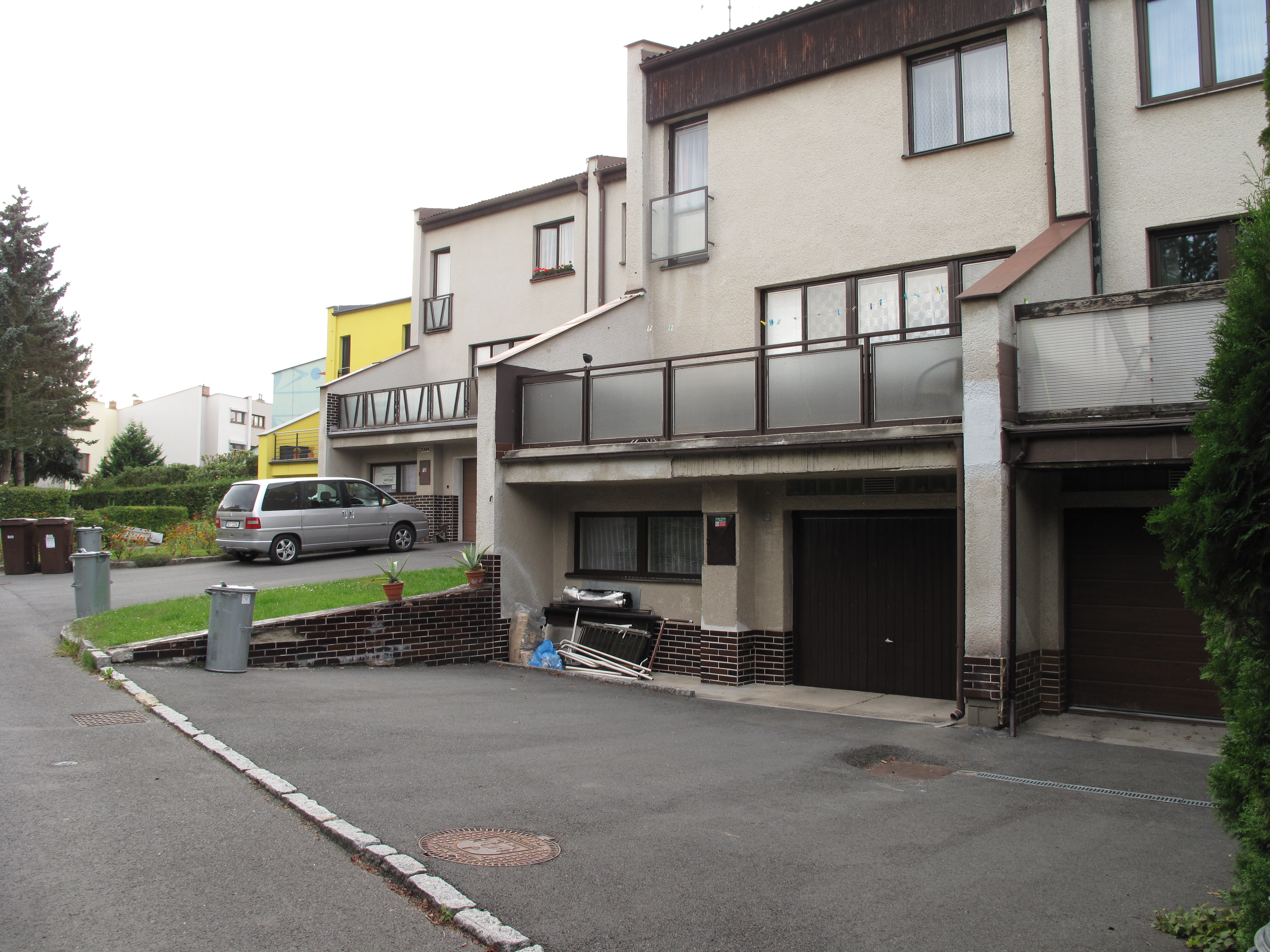
Jiný pohled na přední strany domů
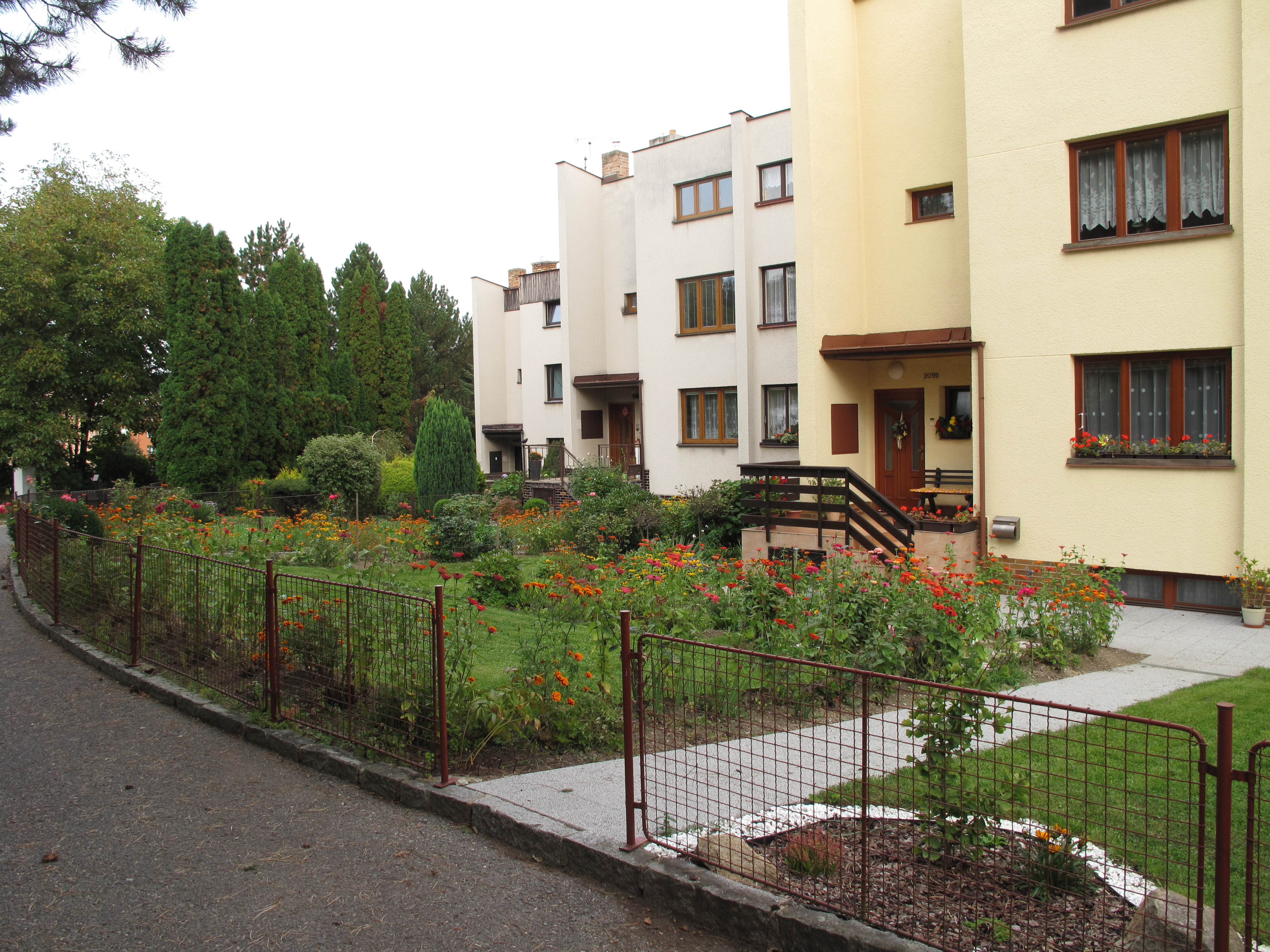
Zaddní strany domů se zahrádkami